# Jelení vrch
Jelení vrch (345 m n.p.m.) –  wzniesienie w północno-wschodnich Czechach, w Sudetach Wschodnich, (czes. Mohelnická brázda).

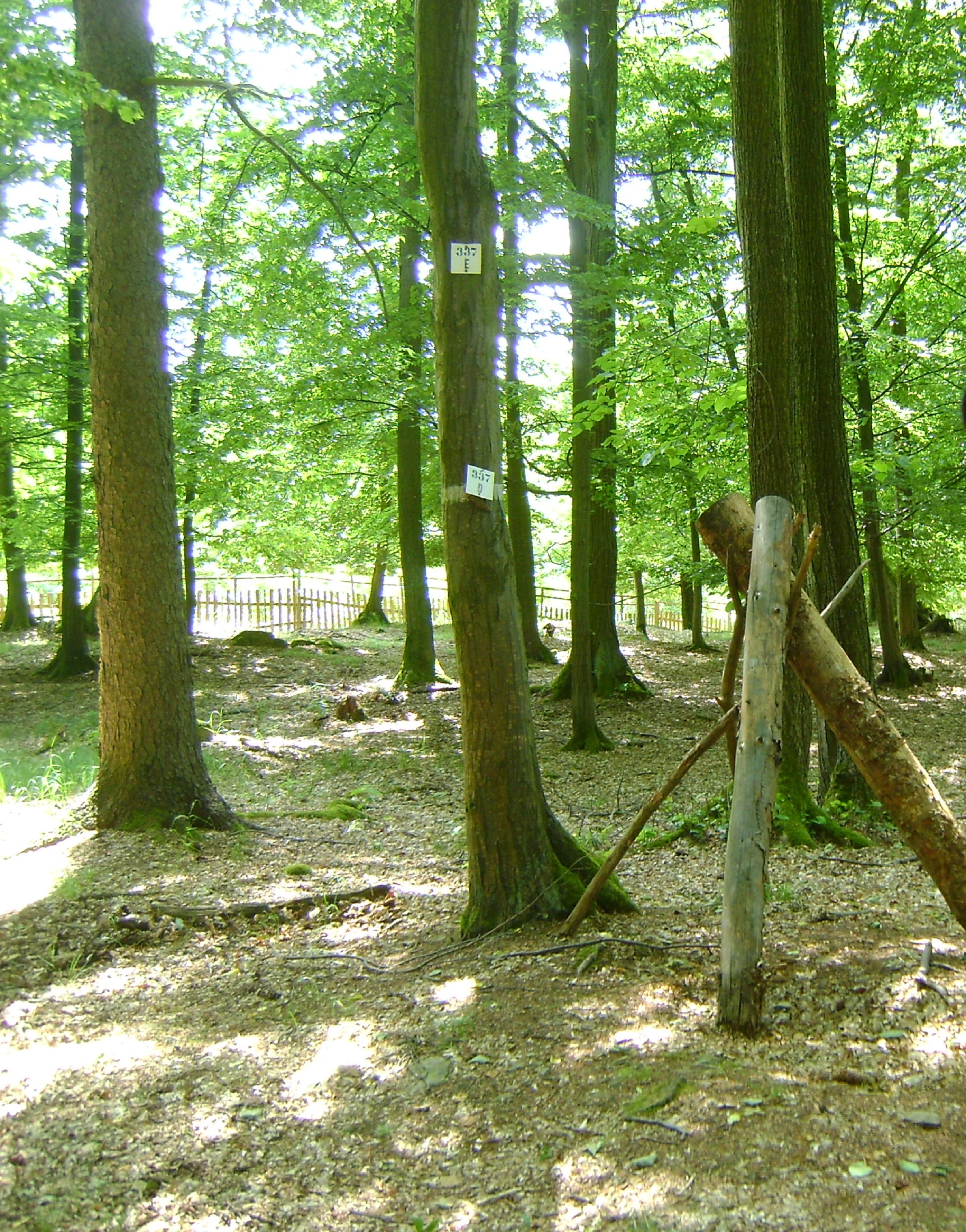
Na szczycie wzniesienia Jelení vrch

## Położenie
Wzniesienie położone jest w południowo części Mohelnická brázda, po południowej stronie od pasma Hrubý Jeseník około 4,5 km na wschód od czeskiej miejscowości Mohelnice.

## Charakterystyka
Jelení vrch jest najwyższym wzniesieniem w obniżeniu (czes. Mohelnická brázda). Wyrasta w południowej części obniżenia na Obszarze Chronionego Krajobrazu czes. CHKO Litovelské Pomoraví. Stanowi jedną z wielu kulminacji rozległego masywu, w którym jest położony. Wyrasta w bliskiej odległości od wzniesień: Bradlec 342 m n.p.m., wznoszącym się po południowo-zachodniej stronie i bezimiennym wzniesieniem 342 m n.p.m. po północno-wschodniej stronie. Jest to wzniesienie charakteryzujące się łagodnymi zboczami, regularną rzeźbą i ukształtowaniem o rozległym kopulastym kształcie z niewyraźnie zaznaczoną częścią szczytową. Zbocza północno-wschodnie, południowo-wschodnie i południowe wzniesienia łagodnie opadają w kierunku sąsiednich o kilka metrów niższych wzniesień, od których oddzielone jest niewielkimi bardzo płytkimi siodłami. Zbocze zachodnie w pierwszej fazie opada łagodnie następnie stromo schodzi w kierunku dobrze wykształconej doliny Morawy.
Wzniesienie od zachodu wyraźnie wydziela dolina rzeki Moravy. Podłoże wzniesienia zbudowane jest  z trzeciorzędowych i czwartorzędowych wytrzymałych skał osadowych. Szczyt i zbocza wzniesienia pokrywa niewielkiej grubości warstwa młodszych osadów. Zbocza i szczyt wzniesienia w całości porasta las mieszany. Zboczami trawersują ścieżki i drogi leśne, a północnym podnóżem, wzdłuż leśnej drogi płynie bezimienny potok, dopływ cieku Dubový potok. Położenie wzniesienia, kształt, rozległa płaska część szczytowa oraz wiele wzniesień w masywie o podobnej wysokości czynią wzniesienie nierozpoznawalnym w terenie. U zachodniego podnóża wzniesienia rozpościera się miejscowość Mohelnice. Po północnej stronie wzniesienia prowadzi  droga nr 444 Úsov - Mohelnice po zachodniej stronie wzdłuż rzeki Morava prowadzi szlak kolejowy. 
Wzniesienie zaliczane jest do Korony Sudetów Czeskich.

## Inne
- W masywie Jelení vrch wznosi się wiele wzniesień: m.in.: Bradlec (342m), Mlýnský vrch (307 m), Jelení vrch (291 m), Jelení vrch (274 m), Jelení kopec (262 m), Kukačka (276 m), Hradisko (316 m), Kamenný kopec (309 m), oraz 15 bezimiennych  wzniesień nie przekraczających wysokości 340 m n.p.m.

## Turystyka
- Cały chroniony park krajobrazowy Litovelské Pomoraví, w którym wznosi się Jelení vrch poprzecinany jest licznymi ścieżkami rowerowymi.
- Na szczyt wzniesienia nie prowadzi szlak turystyczny.